# Orden (filosofía)
El orden primigenio es lo que se opone al caos. Es importante no confundir orden-caos con orden-desorden.
El desorden encuentra su sentido frente a un orden previo establecido en el que tiene su punto de referencia.
El concepto de orden-caos es un concepto primario en la reflexión filosófica. El caos ha sido siempre un elemento importante en toda la mitología sobre el origen del universo. El mito y las creencias religiosas suelen hacer necesaria la intervención de una inteligencia divina o un poder mágico para constituir el orden del universo. En muchas culturas ese orden se refleja a partir del movimiento perfecto de los astros, cuyo orden es entendido como cosmos.
La pregunta fundamental es: ¿Cómo el orden puede surgir del caos? que en definitiva viene a ser la gran pregunta metafísica sobre el origen o principio del universo.

## El orden en el pensamiento filosófico antiguo
Cualquier reflexión sobre el mundo exige un orden para su inteligibilidad; bien divino, mágico, mítico o simplemente asequible para la razón humana; y cada cultura construye el orden del mundo en sus primitivas creencias según unas posibles explicaciones.
Pero el pensamiento griego clásico añadió algo fundamental en la concepción del orden de la Naturaleza: es un orden que no depende del azar, ni de los astros, ni de la voluntad de los dioses, sino que es orden que surge del cumplimiento de una Ley natural, un «logos» (λόγος), una razón cuyo origen es fruto de una «nous» (νοΰς).

### Presocráticos
Los presocráticos pensaron que todo sucede conforme a un λόγος, entendiendo la Naturaleza como:
1. Un todo ordenado: como un Único Ser Viviente (hilozoísmo) dotado por tanto de una finalidad, pues todo sucede y ha de suceder conforme a razón.
2. Un movimiento: resultado de una unión y separación de elementos. El Ser es entendido como principio o arjé (άρχή) constituido por unos pocos elementos,[4] o un solo elemento en infinitas partes iguales e inmutables, los átomos; elementos que se mueven, chocan, se juntan y se separan en el vacío, conforme a una ley que determina y dirige el movimiento.
3. Como un λόγος de preconfiguración formal, inmutable y eterno, los números (pitagorismo), las idea s o formas (Platón y Aristóteles) que informan a una materia amorfa y caótica que no es nada. Las cosas se explican y se comprenden según el orden de los números, o la jerarquía de las formas; la ciencia es sobre todo Lógica-Matemática y deductiva a partir de unos principios supremos.

### Platón

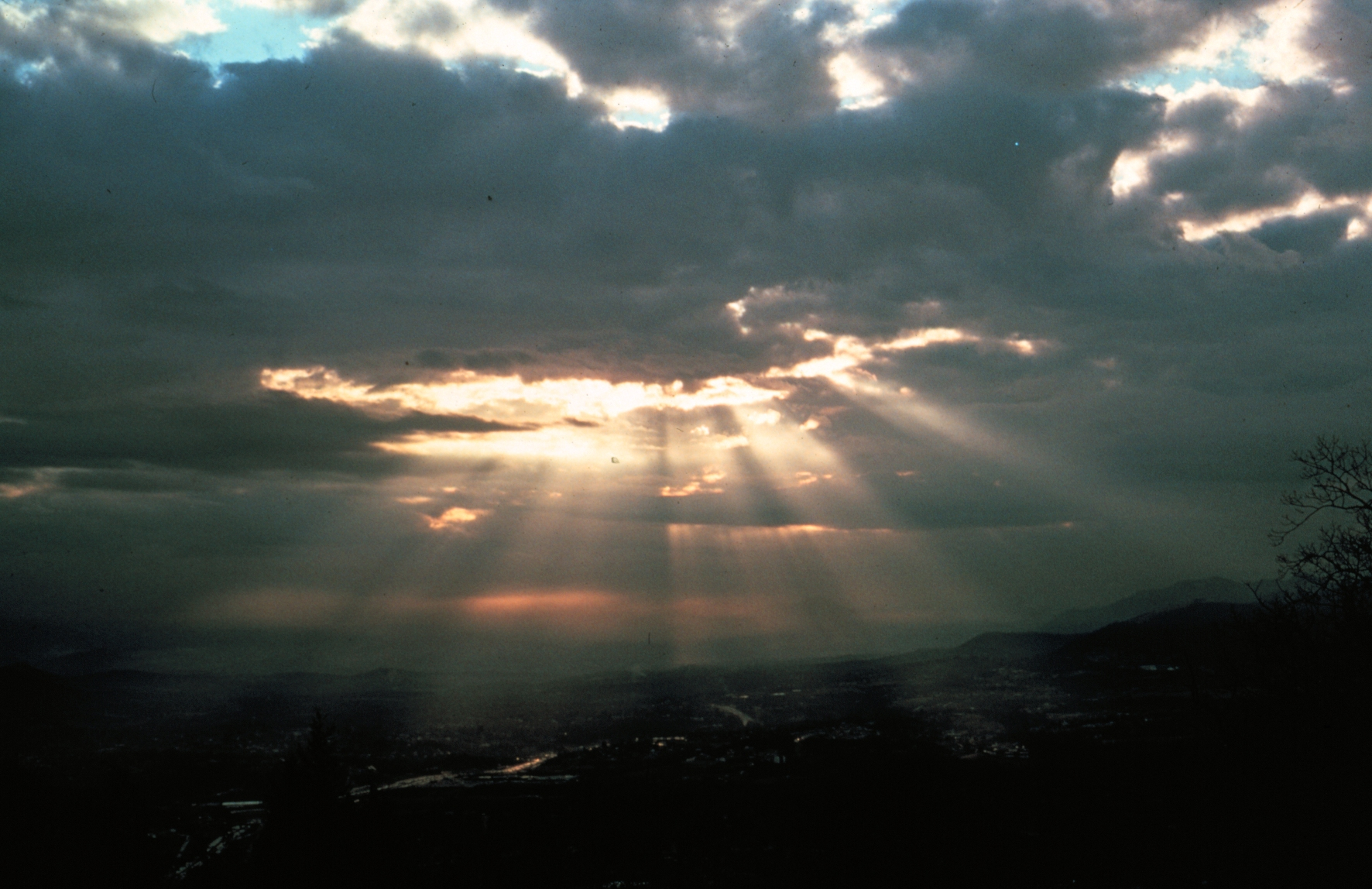
En muchas culturas el orden de los astros muestra el orden del mundo que nos remite a lo sobrenatural.

Platón es el primero que realiza un gran sistema de pensamiento considerando estos factores:
- Una materia que es caótica y eterna compuesta de átomos que se mueven en el vacío sin sentido alguno.[5]
- Un orden formal, eterno, inmutable, matemático, que está fuera de este mundo; un universo de formas: las ideas
- Un Superhéroe, Demiurgo, Semidiós, que tomando como modelo el mundo de las ideas, da forma a la materia, constituyéndose así el mundo material en el que vivimos.[6]

El orden platónico es, pues, un orden metafísico, ontológico y esencial que es la idea que da forma a la materia. Las ideas constituyen a la realidad como tal. Las formas, como ideas, constituyen el verdadero orden del ser. La realidad queda escincida en dos mundos separados: 
- La verdadera realidad del mundo de las ideas.
- El mundo material que es un mundo falso de sombras; una multitud de seres imperfectos e inestables, cambiantes, resultado de la participación de lo material en lo formal de una idea o esencia universal y por tanto copia imperfecta de la idea perfecta, eterna e inmutable.

El sentido de la vida y del movimiento no es más que la purificación de las almas que, como formas, pertenecen al mundo de las ideas. A través del hombre como alma racional podrán las almas alcanzar, mediante la filosofía, el conocimiento del mundo de las ideas y su definitiva salvación, es decir la liberación de este mundo material y sensible e imperfecto. Para ello las almas tendrán que ir sucesivamente reencarnándose en diversos seres materiales.

### Aristóteles
Aristóteles define el orden como una de las clases de la medida, en tanto que la forma constituye los límites de la cosa en su forma esencial de ser y actuar. Por eso el orden hace referencia a la disposición (διάθεσις) y el hábito (ἕξις) de la sustancia (ούσια). El orden aristotélico sigue siendo fundamentalmente ontológico, perteneciente a la sustancia (propiamente el ente en cuanto tal) que supone un orden en la relación de unas partes con otras, si bien concebido el orden fundamentalmente en la unidad e identidad que fundamentan su actuar como causa, lo que produce el movimiento en este mundo.
Las formas platónicas generan así las sustancias a través de los sucesivos movimientos que constituyen el devenir

## El orden en la Edad Media
En cuanto a lo que se refiere al concepto platónico, este se contempla dentro de la tradición cristiana; de tal forma que hay un orden del mundo, este se corresponde al mundo de la Ideas, y en el Entendimiento divino, que crea y ordena el mundo conforme a su Divina Providencia. Este orden, según San Agustín, hace que el mundo sea bueno conforme a un orden jerárquico: species, modus, ordo. El orden es por tanto una perfección que conviene a la subordinación de lo inferior a lo superior, de lo creado al Creador. El desorden es por tanto la "insubordinación" al orden establecido por Dios. Y el orden moral se corresponde con ese orden divino que en último término es el amor: ordo est amoris, que establece las propiedades de jerarquía y finalidad.

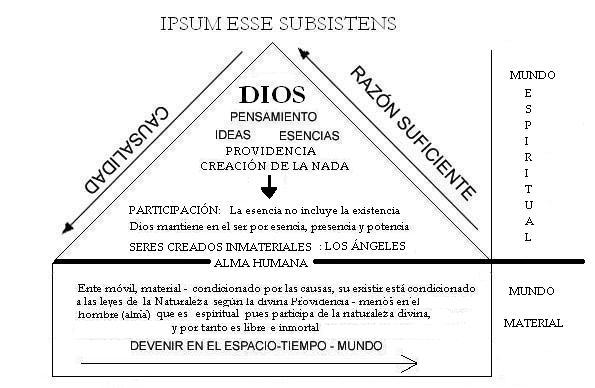
Dios y el orden del mundo según Santo Tomás y el P. Suárez

Para Santo Tomás el orden es así; pero, considerando el pensamiento de Aristóteles como la subordinación de las partes entre sí respecto a la unidad de un todo, añade algo importante, la posición en el espacio-tiempo.
Santo Tomás mantiene el orden ontológico y metafísico de la tradición, pero añade su referencia a la disposición del orden mundano según el espacio-tiempo. Por ello el orden mundano es un argumento o vía para la demostración de la existencia de Dios:
- Es una novedad importante en el pensamiento cristiano y en el progreso en el interés por el conocimiento del mundo.
- Supone la posibilidad de la demostración de la existencia de Dios a partir del hecho de experiencia de las propiedades del mundo.
- Fundamenta la autonomía e independencia de la Razón con respecto a la Fe como contenido de verdad en la creencia.
- Sitúa la razón como independiente de la Fe religiosa.

## El orden en la Edad Moderna
La Filosofía de la Edad Moderna en este tema plantea un cambio fundamental a partir del pensamiento de Descartes: El orden es primariamente un orden del conocer. 
Este principio es válido tanto para los racionalistas como para los empiristas.
En la Edad Antigua y Media el orden fundamental se refiere a la relación de la cosa con su idea, como forma, en su identidad y entidad: un orden del ser.
Pero en la Edad Moderna el concepto de orden tiene su punto de referencia en la relación que una idea tiene con las demás; siendo esta relación en primer lugar lógica y epistemológica; su evidencia y certeza proviene de la percepción de la relación entre las ideas, producto del funcionamiento de la propia razón por medio del análisis del que derivan sus implicaciones, entre las cuales la referencia a una realidad objetiva y extramental se convierte:
- En un postulado que encuentra su justificación en la implicación a partir de la idea innata de Dios (racionalistas) o
- En un contenido problemático acerca de lo posible pero sin conocimiento del mismo (empiristas).

En ambas posturas, racionalismo y empirismo, el orden deviene en una "disposición geométrica" y "numérica", en la relación de unos elementos con otros. Consideraron que toda serie implica un orden, lo que abre nuevos caminos en el orden matemático. De hecho es el gran momento de la investigación matemática y su aplicación a la ciencia moderna.
Para los racionalistas el orden del conocer es el mismo que el orden del ser pues Dios no puede crearnos de forma que vivamos esencialmente engañados. Descartes, Spinoza, Leibniz y Wolff, consideraron que el orden de las ideas se corresponde con el orden ontológico y sirve para justificar el orden físico, matemático y de manera general el orden de la Naturaleza.
En el hombre este orden fundamental surge del ordo cognoscendi, del orden del conocer y es manifestación del ordo essendi, el orden del ser de la realidad; pues dios ha creado el mundo ordenado conforme a un Plan Providencial.
Pero para los empiristas esta coordinación de órdenes aparece problemático en su dependencia de la idea innata de Dios, al no reconocer la realidad de las ideas innatas.
Para los empiristas, que no aceptan las ideas innatas, la cuestión se plantea con toda crudeza: el orden ¿es un producto de una conciencia que conoce, o es una propiedad de las cosas que están ordenadas y siguen un orden en el espacio-tiempo? ¿Es el orden espacio-temporal objetivo o simplemente es también un orden del conocer?
El problema se plantea con toda crudeza por Hume.
La importancia de esta cuestión afecta al tema de la posible verdad de la ciencia aun cuando se acepte la evidencia de la verdad lógica o del razonamiento formal. La teoría del conocimiento se convierte en tema central para la concepción del mundo y el sentido de la vida y la posibilidad de la ciencia.
Tal es el problema fundamental que pretende resolver Kant.

## El orden y la ciencia
| La ciencia cuantitativa y deductiva mediante análisis matemático muestra éxitos indudables en la Edad Moderna |
| --- |
| Galileo predice mediante deducción matemática que la "aceleración", como concepto no empírico, en el movimiento de caída de los "graves" es "constante" y mediante el estudio y cálculo de la trayectoria de la luz ha inventado el telescopio; Torricelli determina que en un recipiente de mercurio en el que se ha introducido un tubo fino el mercurio se elevará hasta una determinada altura, y que ascendiendo por una montaña poco a poco el nivel del mercurio del tubo irá descendiendo, sobre la hipótesis de que la "presión atmosférica", como concepto de la razón independiente de la experiencia, hará descender el mercurio del tubo; Pascal aplicando los principios de la presión de los fluidos, como concepto de razón no de experiencia sensible, inventa la prensa hidráulica; Kepler, o mejor dicho sus cálculos matemáticos, hacen posible determinar "a priori" es decir, antes de que ocurra, la posición de los planetas e incluso la existencia futura de un eclipse con años de antelación... etc. |

Filosóficamente la distinción entre el orden del conocer y el orden del ser deviene en la cuestión Metafísica del Orden Total y su relación con el orden de la Naturaleza conocido por las Ciencias Naturales.
El orden que vemos en la Naturaleza, por tanto, es una cuestión de interpretación del conocimiento que investigan las Ciencias Naturales.
Kant vino a establecer la imposibilidad del conocimiento metafísico, de un conocimiento que fuera más allá de los límites de la experiencia, más allá del Mundo. Dios como objeto de pensamiento solo es admisible en el campo de las creencias, no de la afirmación de un conocimiento verdadero.
¿Cómo es posible que un mero concepto del entendimiento o un cálculo matemático, ambos productos de la especulación de la razón humana pueda determinar o predecir los hechos de la experiencia?
| Las leyes de la ciencia no pueden ser analíticas, o «a priori» |
| --- |
| No cabe duda de que las leyes científicas no son analíticas y amplían el conocimiento. Es evidente que del concepto de «cuerpo» como ser material y perceptible por los sentidos no se sigue por análisis del concepto, sin más consideración, la ley: "Todos los cuerpos se atraen en razón directa de sus masas y en razón inversa al cuadrado de sus distancias" |

| Las leyes de la ciencia no pueden ser sintéticas o «a posteriori» |
| --- |
| Pero la experiencia o experimento, por ser siempre individual y sometido a condiciones, no puede servir de fundamento que nos permita asegurar que dicha experiencia, o resultado del experimento, es consecuencia de una ley de la Naturaleza. |

Hoy somos conscientes de los límites del conocimiento científico y el campo de la Ciencia; conocemos la imposibilidad del conocimiento de El Orden Total.
El teorema de Gödel, nos muestra que no es posible el conocimiento de un Sistema Perfecto: consistente, decidible y completo. La última referencia, o criterio, siempre tendrá que ser un postulado: una creencia como paradigma o una teoría que diseña un marco conceptual de experiencia posible o experimento.
La cuestión filosófica del orden de lo real hay que considerarla como cuestión que atañe al campo de la Metafísica o de las creencias; pero ambas están fuera del ámbito de la ciencia. 
El problema filosófico en estos momentos consiste en fundamentar la creencia como evidencia en un orden de lo Real a partir del orden del conocer, pues de otra forma estaríamos cuestionando permanentemente el sentido mismo de la verdad del conocimiento y de la ciencia.

## El pensamiento complejo
Hoy la propuesta se abre a la realización de un pensamiento complejo que considera el orden en una realidad constituida por sistemas asimismo complejos en los cuales se inserta el propio sujeto cognoscente en todas sus dimensiones reales, que incluyen su evolución y adaptación al medio ambiente ecológico tanto como la cultura y civilización en la que se forma.
La evidencia de un orden se concibe de forma diferente. Se trata más bien de la reconstrucción lógica de conceptos empíricos a partir de una base única y homogénea, constituida por experiencias sensibles o "fenómenos".

El dualismo ha sido (nótese el tiempo pasado) concepción dominante y consiste en la afirmación de que los actos mentales constituyen un orden de realidad distinto del físico, pero también del biológico u orgánico.
Ferrater Mora, J. op. cit.(1979, 42)

Primero es el establecimiento del sistema de referencia. Segundo es el esbozo de posibilidades. El tercero es la intelección del fundamento posibilitante de lo real.
Zubiri.Inteligencia y razón. p.222

Porque lo real, para la "inteligencia sentiente" (que conoce lo real inductivamente a partir de la experiencia, es decir perteneciendo al sistema, en busca del fundamento de lo real como razón), el fundamento siempre será "comprendido teóricamente" es decir como "un mundo de posibilidades", en su pretensión de tener un conocimiento "objetivo" de lo que "es en realidad" (Zubiri. Inteligencia y Razón. op. cit.)
Lo que nos hace estar más cerca del realismo tradicional que de la mera representación del mundo tal como se pensaba en el empirismo, y racionalismo o idealismo modernos del XVII y XVIII o del reduccionismo positivista del XIX y XX.
La investigación científica, asimismo, empieza a considerar un Universo abierto de unos sistemas evolutivos complejos cuya comprensión y explicación se acerca a ellos mediante cálculos y teorías asimismo complejas.
Mientras la ciencia Moderna necesariamente tendía a un sistema reduccionista y la simplificación de lo complicado en una evolución lineal, lo complejo como sistema se presenta como lo evolutivamente inestable e impredecible en una interacción de sistemas múltiples en múltiples direcciones espacio-temporales.